# Thierry Deuve
Thierry Deuve (29. srpna 1956) je francouzský entomolog.
Je po něm pojmenován noční motýl Deuveia banghaasi.

## Dílo
- 1988 - Etudes morphologiques et phylogénétiques sur l'abdomen et les genitalia ectodermiques femelles des Coléoptères Adephaga
- 1991 - La nomenclature taxonomique du genre Carabus
- 1993 - L'abdomen et les genitalia des femelles de coléoptères Adephaga
- 1994 - Une classification du genre Carabus
- 1997 - Catalogue des Carabini et Cychrini de Chine
- 2001 [editor] - Origin of the Hexapoda
- 2004 - Illustrated catalogue of the genus Carabus of the world (Coleoptera, Carabidae)
- 2010 - Liste Blumenthal 2010: liste des taxons valides du genre Carabus
- 2013 - Cychrus, Calosoma et Carabus de Chine
- 2021 - Carabus of the World
- 2023 - A quoi songe donc ce printemps